# Marc Raquil

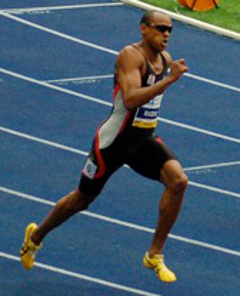
Marc Raquil beim ISTAF 2006 in Berlin

Marc Raquil (* 2. April 1977 in Créteil) ist ein französischer Sprinter.
2000 wurde Marc Raquil Dritter bei den Halleneuropameisterschaften im 400-Meter-Lauf, und mit der französischen 4-mal-400-Meter-Staffel wurde Marc Raquil Vierter bei den Olympischen Spielen 2000 in Sydney.
Bei den Weltmeisterschaften 2003 in Paris/Saint-Denis gewann er Silber über 400 Meter. Ebendort kam die französische Staffel in der Besetzung Leslie Djhone, Naman Keïta, Stéphane Diagana und Marc Raquil auf den zweiten Platz hinter der US-Staffel. Wegen der Doping-Affäre um den US-Amerikaner Calvin Harrison wurde die französische Staffel nachträglich zum Weltmeister erklärt. Sein zweites Staffelgold gewann Raquil bei den Halleneuropameisterschaften 2005 mit Richard Maunier, Remi Wallard und Brice Panel.
Bei den Europameisterschaften 2006 in Göteborg errang er Gold vor dem Russen Wladislaw Frolow und seinem Landsmann Leslie Djhone.
Die meisten 400-Meter-Läufer gestalten ihren Lauf so, dass sie schnell beginnen und dann auf der Zielgeraden versuchen, das Tempo möglichst lange zu halten. Marc Raquil ist dafür bekannt, dass er eher verhalten beginnt, aber auf der Zielgeraden noch zulegen kann. Diese Fähigkeit macht ihn zu einem der besten Schlussläufer im Staffellauf, denn wenn Raquil bei einem anderen Schlussläufer eine Schwäche erkennt, dann schafft er es fast immer, diesen noch einzuholen. Dies gelang ihm erneut eindrucksvoll bei dem Staffellauf der Europameisterschaften 2006. Die polnische Staffel lag zunächst in Führung, und Raquil gewann für Frankreich die Goldmedaille auf der Zielgerade.

## Persönliche Bestleistungen
- 200-Meter-Lauf: 21,03 s (2001)
- 400-Meter-Lauf: 44,79 s (2003)
- 800-Meter-Lauf: 1:50,90 min (2003)